# Judith Ledford
Judith Ledford is een Amerikaans actrice.
Ze werd vooral bekend door haar rol als "Carla", in het laatste seizoen van The A-Team. Carla was de secretaresse van generaal Stockwell.

## Filmografie
- Baywatch Televisieserie - Paige Giminski (Afl., Charlie, 1997)
- Simon & Simon Televisieserie - Susan (Afl., Desperately Seeking Dacody, 1987)
- Dallas Televisieserie - Lori (Afl., A Death in the Family, 1987)
- Simon & Simon Televisieserie - Veronica Wright (Afl., Deep Water Death, 1987)
- The A-Team Televisieserie - Carla (1986)
- Quiet Cool (1986) - Evelyn
- Who Is Julia? (Televisiefilm, 1986) - Julia North
- Cover Up Televisieserie - Rol onbekend (Afl., The Assassin, 1985)
- Cover Up Televisieserie - Sheryl (Afl., Black Widow, 1985)
- Over the Brooklyn Bridge (1984) - Paddleball Player #2